# 熊本北郵便局
熊本北郵便局（くまもときたゆうびんきょく）は、熊本県菊池郡菊陽町にある郵便局である。民営化前の分類では集配普通郵便局であった。

## 概要
住所：〒861-8799 熊本県菊池郡菊陽町光の森2-6-1
かつては熊本市の熊本東郵便局が地域区分局としての機能を担っていたが、熊本市および周辺地域の人口増加により局舎が手狭になったことから、九州自動車道熊本ICおよび熊本空港に近く、熊本県が開発を行い発展している光の森ニュータウン地区に新たに地域区分局を設置することとなった。
当初は「新熊本郵便局（仮称）」として局舎の建設および開局の準備を進めていたが、開局に際しては、近隣に所在した菊陽郵便局（集配特定郵便局）の移転、局名改称、局種別改定により、集配普通郵便局である熊本北郵便局として発足した経緯がある。
このため、郵便事業専門の郵便局ではなく、一般の郵便局と同様に常設の窓口が設置され、郵便貯金・簡易保険の業務も引き継いだ。
また、郵便に関しては菊陽郵便局が受け持っていた郵便区（集配業務）のほか、次のとおり各郵便局から業務が移管されている。
- 西合志郵便局（集配普通郵便局）の郵便区全域
- 熊本中央郵便局の郵便区の一部
- 熊本東郵便局の郵便区の一部および地域区分局業務
- 宮崎中央郵便局における小包郵便物の地域区分局業務 - 南九州地域における小包郵便物の地域区分局業務を集中。(2017年8月まで鹿児島県内における小包郵便物の地域区分局業務も担当。現在は鹿児島郵便局に移管。)
- 大津郵便局など県内主要8局からの機械区分（当局に新型区分機を4台設置）

## 沿革
- 1916年（大正5年）8月16日 - 津田郵便局として開局。
- 1955年（昭和30年）5月16日 - 菊陽郵便局に改称[1]。
- 1956年（昭和31年）2月16日 - 原水郵便局[2]から電報配達事務の一部[3]を移管。
- 1970年（昭和45年）9月25日 - 電話交換業務を熊本電話局に移管。
- 1973年（昭和48年）3月22日 - 竹迫郵便局から和文電報配達業務の一部[4]を移管。
- 1984年（昭和59年）6月27日 - 和文電報配達業務を熊本大津電報電話局に移管。
- 2004年（平成16年）10月12日 - 菊陽町津久礼1796-1から同町津久礼中迎原3322-1[5]へ移転すると共に熊本北郵便局に改称[6]。同日、特定郵便局から普通郵便局に局種別改定と共に、熊本東郵便局より地域区分局業務を、西合志郵便局より集配業務を移管[7]。
- 2005年（平成17年）2月21日 - 熊本中央郵便局および熊本東郵便局より集配業務の一部を移管。
- 2005年（平成17年）10月 - 鹿児島中央郵便局より小包郵便物の地域区分局業務を移管。
- 2006年（平成18年）2月 - 宮崎中央郵便局より小包郵便物の地域区分局業務を移管。
- 2007年（平成19年）10月1日 - 民営化に伴い、併設された郵便事業熊本北支店に一部業務を移管。
- 2012年（平成24年）10月1日 - 日本郵便株式会社発足に伴い、郵便事業熊本北支店を熊本北郵便局に統合。
- 2017年（平成29年）8月14日 - 鹿児島県における小包（宅配便貨物）の地域区分局業務を鹿児島郵便局に移管。

## 取扱内容
- 郵便、印紙、ゆうパック、内容証明
- 貯金、為替、振替、振込、国際送金、外貨両替・トラベラーズチェック、国債、投資信託
- 生命保険、バイク自賠責保険、自動車保険、変額年金保険、がん保険、引受条件緩和型医療保険
- 地方公共団体事務（合志市入場券の販売）
- ゆうちょ銀行ATM
- 郵便番号の上2桁が86の地域（熊本県）のすべての郵便物および郵便番号の上2桁が88の地域（宮崎県）のゆうパックを配達局ごとに区分する業務（地域区分局業務）
- 熊本市北区、東区内のうち、〒861-80xxの地域と合志市内全域（〒861-11xx）、菊池郡菊陽町内全域（〒869-11xx）の集配業務
- ゆうゆう窓口

## 周辺
- 光の森ニュータウン
- ゆめタウン光の森
- ジーユー光の森店
- 肥後銀行光の森支店
- ドコモショップ光の森店
- auショップ光の森店
- 菊陽町立武蔵ヶ丘中学校
- 国道57号

## アクセス
- JR豊肥本線 光の森駅から徒歩約14分
- 電鉄バス、九州産交バス 中迎原停留所下車
- 九州自動車道 熊本ICから北へ約3km
- 駐車場あり：51台